# Raffaella Vincenti
Raffaella Vincenti (...) è una bibliotecaria italiana, Segretario della Biblioteca apostolica vaticana dal 2016, con nomina pontificia dal giugno 2020.

## Attività professionale
Laureata in Storia della Lingua Italiana presso l'Università degli Studi di Roma "La Sapienza" ed esperta in biblioteconomia ha ottenuto nel 2004 un titolo post laurea in Informatica per gli Archivi e le Biblioteche nella Scuola Speciale per Archivisti e Bibliotecari dell'Università degli Studi di Roma "La Sapienza" con la tesi Il Web di biblioteca da sito di consultazione a portale di servizi: una proposta per la rete URBS.
Appartiene al personale docente dalla Scuola vaticana di biblioteconomia dipendente della Biblioteca Vaticana con sede nella Città del Vaticano, dove è titolare del corso di "Bibliografia e Reference".
È la prima donna a rivestire il ruolo Capo della Segreteria e a far parte del Consiglio della Vaticana; in precedenza, ha lavorato come Capo della Sezione Accessioni nella medesima Biblioteca.
Ha partecipato a molti congressi e conferenze rappresentando la BAV e divulgandone storia e collezioni.
Papa Francesco l'ha nominata capo ufficio della Biblioteca Apostolica Vaticana il 12 giugno 2020.

## Opere principali
- La Sezione accessioni / Raffaella Vincenti, in Piazzoni, Ambrogio M., and Barbara Jatta. Conoscere la Biblioteca vaticana. Città del Vaticano: Biblioteca apostolica Vaticana, 2010.[12]
- Gianna Del Bono e Raffaella Vincenti, Il servizio di consultazione e reference, in Biblioteche e biblioteconomia. Principi e questioni, a cura di Paul G. Weston e Giovanni Solimine. Roma: Carocci, 2015, 467–97.[13]